# Pirttisaari (ö i Norra Savolax, Nordöstra Savolax, lat 63,50, long 28,42)
Pirttisaari är en ö i Finland.   Den ligger i kommunen Rautavaara i den ekonomiska regionen  Nordöstra Savolax ekonomiska region  och landskapet Norra Savolax, i den centrala delen av landet, 400 km nordost om huvudstaden Helsingfors.